# Bronaugh (Misuri)
Bronaugh es una ciudad ubicada en el condado de Vernon en el estado estadounidense de Misuri. En el Censo de 2010 tenía una población de 249 habitantes y una densidad poblacional de 333,82 personas por km².

## Geografía
Bronaugh se encuentra ubicada en las coordenadas 37°41′39″N 94°28′7″O / 37.69417, -94.46861. Según la Oficina del Censo de los Estados Unidos, Bronaugh tiene una superficie total de 0.75 km², de la cual 0.74 km² corresponden a tierra firme y (0.69%) 0.01 km² es agua.

## Demografía
Según el censo de 2010, había 249 personas residiendo en Bronaugh. La densidad de población era de 333,82 hab./km². De los 249 habitantes, Bronaugh estaba compuesto por el 95.98% blancos, el 0.4% eran afroamericanos, el 0% eran amerindios, el 0.4% eran asiáticos, el 0% eran isleños del Pacífico, el 0% eran de otras razas y el 3.21% pertenecían a dos o más razas. Del total de la población el 1.61% eran hispanos o latinos de cualquier raza.